# Ліворно (провінція)
Провінція Ліворно (італ. Provincia di Livorno) — провінція в Італії, у регіоні Тоскана.
Площа провінції — 1 211 км², населення — 342 986 осіб.
Столицею провінції є місто Ліворно.

## Географія
Межує на півночі і на сході з провінцією Піза, на півдні з провінцією Гроссето.